# یوهان نپوموک دلا کروچه

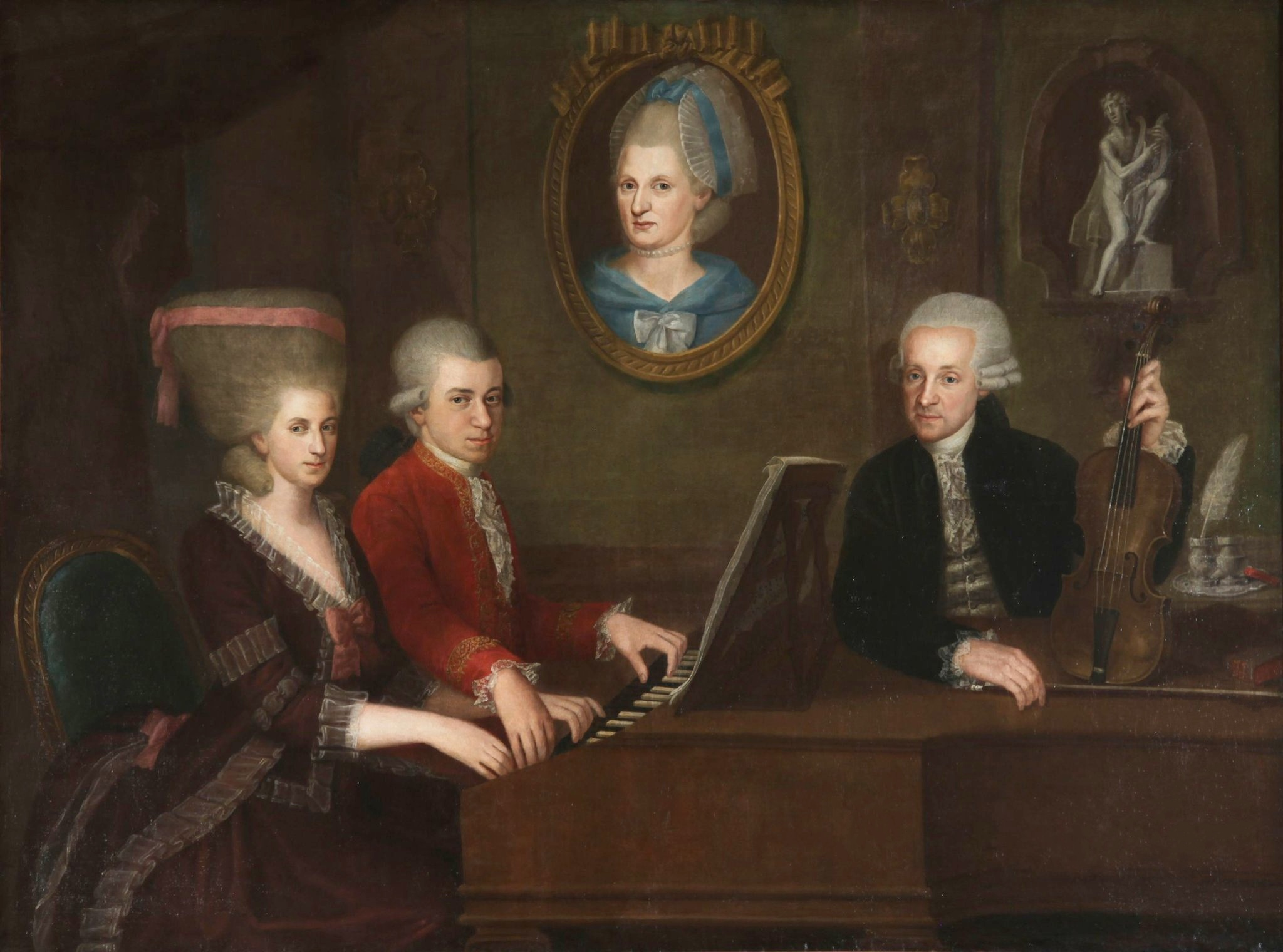
نقاشیِ ولفگانگ آمادئوس موتسارت با خواهرش ماریا آنا، پدرش لئوپلد، همراه با پرتره‌ای از آنا ماریا، مادرِ موتسارت، بر روی دیوار، اثرِ کروچه، حدود ۱۷۸۰

یوهان نِپوموک دِلا کروچه (به لاتین: Johann Nepomuk della Croce) (زادهٔ ۷ اوت ۱۷۳۶ – درگذشتهٔ ۴ مارس ۱۸۱۹) نقاش اهل امپراتوری اتریش بود.
او در سال ۱۷۳۶ در لاویس، در شمال ایتالیا، به دنیا آمد. مدتی زیر نظر پیترو آنتونیو لورنتسینی نقاشی آموخت و پس از سفر به نقاط مختلفِ ایتالیا، آلمان، مجارستان، و فرانسه، در بورگ‌هاوزن، التوتیگ اقامت گزید. بر اساس برآوردِ فِلیکس یوزف فون لیپوفسکی، کروچه ۵۰۰۰ پرتره و ۲۰۰ اثر تاریخی را نقاشی کرده‌است. او در کلیساهای باواریا آثار فراوانی پدیدآورد.
کروچه در سال ۱۸۱۹ درگذشت. پسرش، کلِمِنس دِ لا کروچه، نیز نقاش بود و در ۱۷۸۳ در بورگ‌هاوزن به دنیا آمد و در ۱۸۲۳ درگذشت.